# Sambor Prei Kuk
Sambor Prei Kuk (tiếng Khmer: ប្រាសាទសំបូរព្រៃគុក, Prasat Sambor Prei Kuk) là một địa điểm khảo cổ nằm ở Kompung Thom, Campuchia. Nó nằm cách thành phố thủ phủ Kampong Thom 30 km (19 mi) về phía bắc, cách Di sản thế giới Angkor 176 km (109 mi) về phía đông và cách Phnôm Pênh 206 km (128 mi) về phía bắc. Quần thể này được xây dựng dưới thời tiền Angkor bởi Vương quốc Chân Lạp (cuối thế kỷ thứ 6 đến 9) do vua Isanavarman I thành lập để là kinh đô của vương quốc, được biết đến như là Isanapura. Năm 2017, quần thể di tích này chính thức trở thành một Di sản thế giới của UNESCO.
Nó nằm trên bờ đông của Tonle Sap, gần sông Steung Saen, phần trung tâm của Sambor Prei Kuk được chia thành ba nhóm chính. Mỗi nhóm được bố trí bao quanh bởi một bức tường gạch hình vuông. Các cấu trúc của khu vực khảo cổ được xây dựng ở những thời điểm khác nhau: nhóm phía nam và phía bắc được xây dựng dưới thời Isanavarman I (thế kỷ thứ 7), được coi là người sáng lập nên thành phố trong khi nhóm đền ở trung tâm được xây dựng sau này.
Quần thể đã bị hủy hoại, nằm giữa những cánh rừng nhiệt đới đã từng bị khai thác và còn sót lại nhiều bom mìn sau chiến tranh, các công trình ở đây đặc trưng thời tiền Angkor. Vật liệu chính để xây dựng là gạch nhưng đá sa thạch vẫn được sử dụng cho những cấu trúc nhất định. Quần thể bao gồm các ngôi đền, tháp bát giác, biểu tượng thần Shiva, đá Yoni, ao và hồ chứa,cùng các tác phẩm điêu khắc sư tử.

## Lịch sử
Công cuộc chinh phục Phù Nam của người Chân Lạp cũng như sự hợp nhất giữa hai nước Chân Lạp và Phù Nam đã tạo ra quốc gia Khmer và Bavavacman I có thể coi là người sáng lập. Tuy vậy, sự hợp nhất đó không có nghĩa là đã chấm dứt được ngay tình hình đối lập về thành phần chủng tộc nữa.

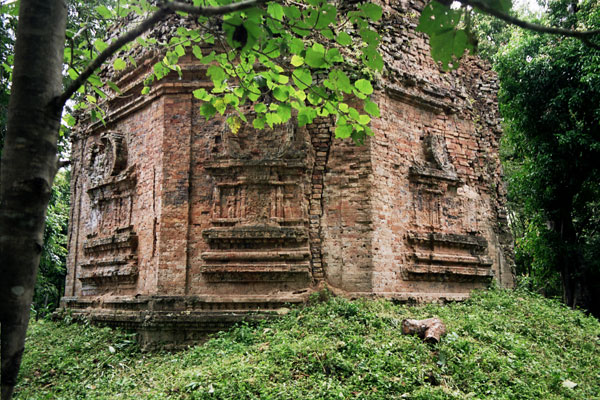
Các tháp hầu như đổ nát

Em của Bavavacman I là Chitơrasena kế ngôi anh vào khoảng năm 600, hiệu là Mahendravacman. Ông vua này tiếp tục mở rộng bờ cõi vương quốc về phía Tây và phía Nam, đặt quan hệ giao hữu với nước Chămpa láng giềng để rảnh tay về biên giới phía Đông, tập trung mở rộng biên giới phía Tây.[[Tập tin::Sambor Prei Kuk S02.jpg|nhỏ|100px|phải|Các gian thờ bên trong tháp]]

Các gian thờ bên trong tháp

Dưới đời vua Ixanavacman I (615-635) con của Mahendravacman, lãnh thổ Chân Lạp mở rộng thêm về phía Tây Nam, bao gồm Angkor Baray, Kampong Cham, Prey Veng, Kandal, Takeo, cho đến Chanthaburi thuộc Thái Lan ngày nay. Để củng cố quan hệ hữu hảo với các nước láng giềng, Ixanavacman I triều cống Trung Quốc vào những năm 616, 623, 628, mặt khác cũng gả con gái của mình cho cháu nội của vua Chămpa lúc bấy giờ. Do cuộc hôn nhân đó mà sinh ra một người con trai, sau này lên ngôi vua Chămpa năm 653, hiệu là Vikrantavacman một ông vua rất nổi tiếng về những công trình xây dựng đền đài (vùng Mỹ Sơn - Đông Dương thuộc tỉnh Quảng Nam ngày nay).

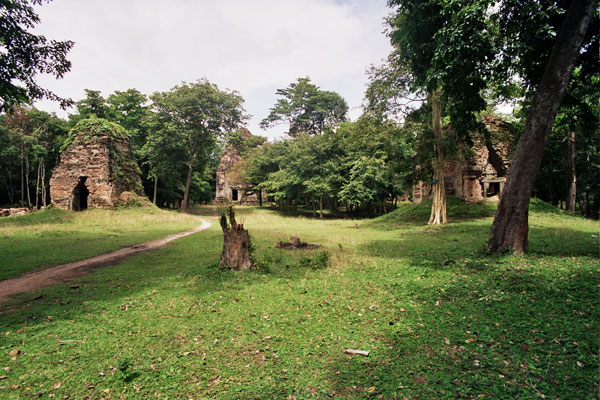
Cụm tháp S

Ixanavacman dời đô đến Ixanapura, vùng Sampor Prei Kuk ngày nay ở phía Bắc tỉnh Kampong Thom thuộc vùng Biển Hồ, nơi mà nhiều bản văn bia khắc từ đời ông vua này để lại có ghi vương quốc của Ixanavacman được củng cố vững mạnh hơn. Giúp việc vua, có một bộ máy hành chính quan liêu khá hoàn chỉnh gồm có năm quan đại thần đứng đầu năm bộ ở kinh đô và vài chừng ba mươi tổng trấn cai trị trên ba mươi tỉnh ở địa phương.

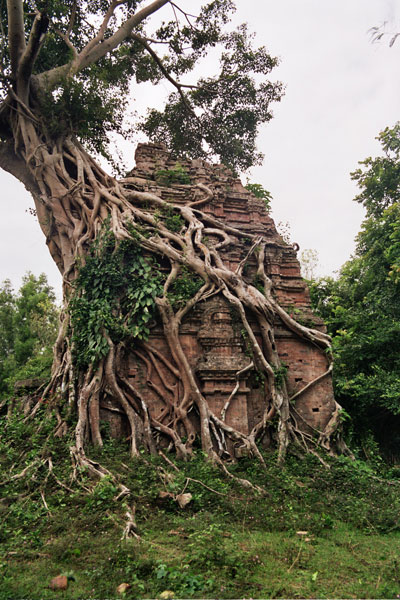
Hầu hết cụm tháp N18 hầu như bị cây bao phủ

## Nền nghệ thuật và văn minh củathời đại tiền Angkor
Từ đời Bavavacman I cho đến cuối đời vua Giayavacman II chính quyền quân chủ chuyên chế ở nước Chân Lạp ngày càng được củng cố dần, nhất là vùng Biển Hồ và vùng tam giác châu thổ sông Mê Kông. Trong lịch sử Campuchia, thời đại đó còn gọi là thời đại tiền Angkor, thời đại đã lại nhiều di tích về đền đài, tượng thần, văn bia khắc bằng chữ Sankris hay bằng chữ Khmer cổ, hợp thành cái mà người ta gọi là nền nghệ thuật tiền Angkor.

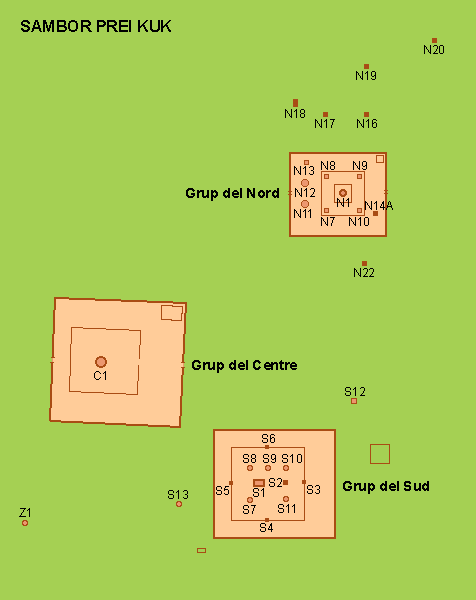
Bản đồ toàn thể di tích - một số di tích vẫn còn nằm giữa rừng sâu và bom mìn

## Nghệ thuật kiến trúc Sambor Prei Kuk
Nghệ thuật kiến trúc đền chùa ở Sambor Prei Kuk có phong cách khác với nền nghệ thuật kiến trúc của Ấn Độ, đền chùa xây bằng gạch, cửa cuốn bằng đá, thường xây cách biệt nhau hoặc hợp thành từng cụm. Nghệ thuật tạc tượng cũng thế, mặc dù còn giữ lại một số nét của các loại hình Ấn Độ, nhưng đã mang phong cách đặc biệt, độc đáo của nền nghệ thuật tạc tượng Khmer cổ đã từng tạo nên những pho tượng đẹp như tượng thần Harihara và pho tượng nửa người ở Uma.

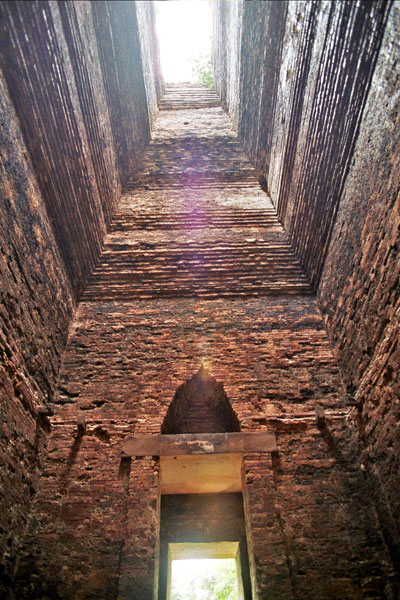
Gian điện thờ tháp S1

## Miêu tả
Đền hiện nay nằm ở vị trí từ thủ đô Phnôm Pênh ngược lên quốc lộ 6 lên thị xã Kompong Thom và sau đó ngược lên hướng đông bắc, đi trên con đường đất đỏ cực kỳ xấu dẫn vào rừng sâu. Khu đền này có 54 cụm tháp lớn nhỏ nằm rải rác trong khu rừng hoang rộng đến 30km2. Trước ngày 11-3-2003 - ngày chính phủ chính thức cho mở cửa khu đền - ít ai dám vào rừng một mình vì còn rất nhiều bom mìn và không có lối đi, rất dễ lạc lối.

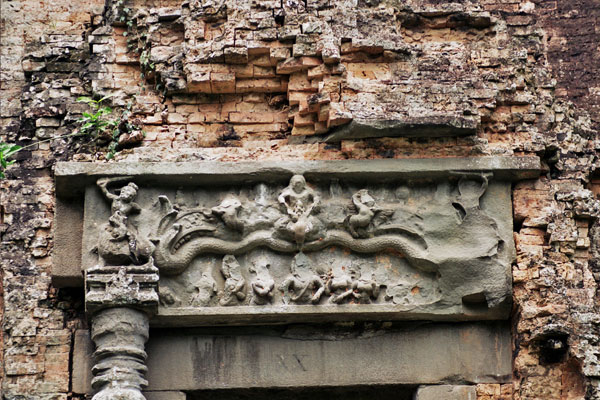
Cụm tháp S1 - nhóm tháp B

Sử sách ghi lại thì từ giữa thế kỷ thứ 6, vương quốc Phù Nam đã bắt đầu suy yếu do những cuộc trường chinh, Bhavavarman - một người thuộc dòng dõi hoàng gia - đã lấy công chúa Chân Lạp và sau đó được tôn làm vua nước này. [[Tập tin::Sambor Prei Kuk S01 A.jpg|nhỏ|100px|phải|Nhóm tháp S1 - cụm tháp A]]

Nhóm tháp S1 - cụm tháp A

Theo các văn bia cổ được tìm thấy ở khu vực Chamkrong, chính vị vua Bhavavarman đã biến cuộc hôn nhân của mình thành nền móng cho việc ra đời Vương triều Kampuja - ánh bình minh của đế chế Khơme hùng mạnh sau này.

 

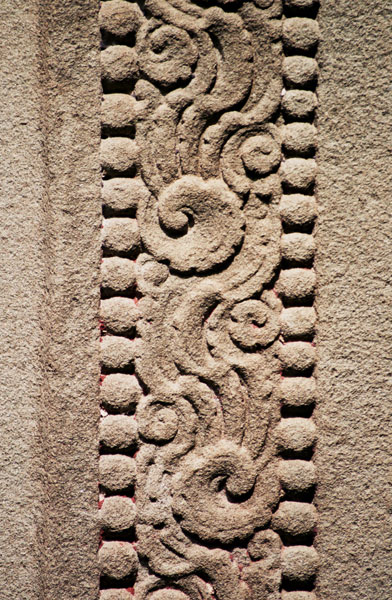
Hoa văn trên tháp N17

Chính vua Isanavarman I (615 - 635), cháu của Bhavavarman, là người quyết định dựng kinh đô tại Sambo Prey Kuk vào giữa thế kỷ thứ 7.

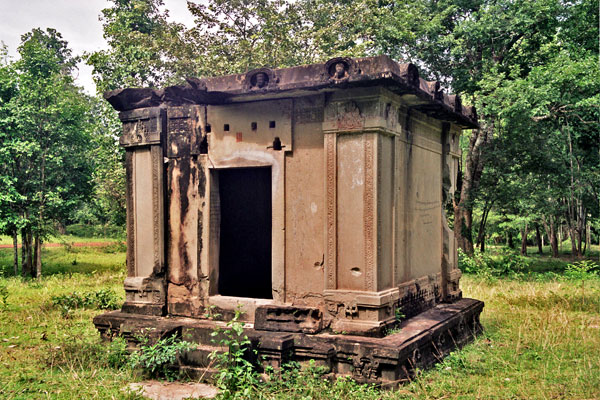
Nhóm tháp N17-tháp A

Ngay từ khi phát hiện khu đền ẩn mình trong rừng, người ta đã tìm ra nhiều bia ký được khắc từ thời Isanavarman I cho thấy đó là một kinh thành to lớn và tráng lệ.

Nhà sử học đời nhà Tùy - Trung Quốc ghi chép lại khung cảnh của Sambo Prey Kuk này xưa: "Nhà vua sống trong cung điện giữa kinh đô đông đến hơn hai vạn hộ. Ở trung tâm kinh đô có một hoàng cung là nơi nhà vua thiết triều và tiếp kiến sứ thần... Cứ ba ngày một lần, nhà vua ra ngự ở hoàng cung, ngồi trên một cái sập bằng gỗ hương sơn son thếp vàng. Phía trên sập có treo một khung trần bằng ngà voi trang trí những bông hoa mạ vàng, bốn phía căng đủ các thứ gấm vóc, toàn bộ cái sập trông như một tòa lâu đài".

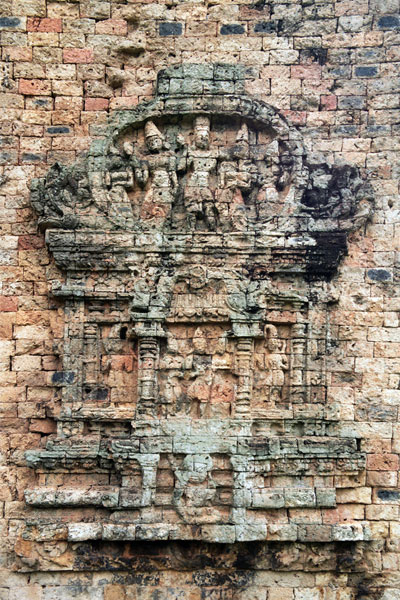
Điêu khắc trên gạch nhóm tháp N16 - tháp B

Bốn bề cố đô là rừng rậm, đó đây là những phế tích tường thành, hồ công chúa, vọng gác, đền thờ..., những hình bóng của một kinh đô ngàn năm trước hoàn toàn đổ nát tại các đền đài chính. Duy chỉ có 2 khu vực dành cho du khách tham quan còn nguyên vẹn là Đền sư tử Yeai Pourn và nhóm Đền Trapeang Ropeak

## Tình trạng
Cố đô nằm tại tỉnh Kampong Thom, bị chìm vào rừng sâu và bị quên lãng. Các cây cổ thụ bao bọc lấy cố đô như minh chứng cho sự trường tồn và một sức sống mãnh liệt. Các rễ của các cây đại thụ mọc bao trùm lên ngôi đền khiến cho chúng ta cảm giác có sự đấu tranh giữa các ngôi đền trong cố đô và thiên nhiên - nhưng cuối cùng thiên nhiên cũng đã thắng với các bộ rễ ôm trọn các ngôi tháp.Những cụm đền tháp ở đây rất giống với tháp Chàm, sản phẩm của nền văn hoá Champa ở miền Trung Việt Nam ngày nay, lý do đơn giản, cả hai vương quốc đều nằm trong vùng ảnh hưởng văn minh Ấn Độ.
Sự hủy diệt của thiên nhiên khiến cho ngôi đền rất hoang tàng - gần như là đổ nát và bị hủy hoại rất nặng nề khiến cho công việc trùng tu gặp rất nhiều khó khăn. Các bức tranh điêu khắc trên đá bị thời gian xóa nhòa khiến cho việc định hình các tác phẩm này gặp rất nhiều khó khăn.
Hơn một thiên niên kỷ đã trôi qua, đền tháp vẫn còn đó, có những ngôi đền còn khá nguyên vẹn. Nếu ở Angkor là cuộc chiến kỳ thú giữa những cây tung cổ thụ với mái đền đá ở Ta Prohm, thì ở đây, những cây đa cổ quái đang ra sức nuốt chửng ngôi đền. Cảnh tượng không kỳ vĩ như ở Angkor mà có vẻ khá... tàn nhẫn. Hình ảnh một ngôi đền nằm lọt thỏm giữa tầng tầng lớp lớp rễ cây có thể gợi lên những suy ngẫm về sự thịnh suy của lịch sử. Tường thành của kinh đô xưa nay chỉ còn là những vệt mờ bị cỏ cây phủ lấp, chỉ có ngôi tháp vẫn đứng sừng sững và khắp nơi là dấu vết văn hoá phồn thực với những linga và yoni. Sambor Prei Kuk không hoành tráng lộng lẫy như Ayuthaya ở Thái Lan, không đồ sộ như Angkor, nhưng vẻ trầm mặc, sự thô ráp mạnh mẽ toát lên từ những ngôi đền tháp còn lại sau bao biến thiên của lịch sử cũng đủ làm rung động những ai đã chịu khó... tới đây, vì quả thực nơi này khá hẻo lánh, ít người biết, ít khách du lịch để ý đến nó trên lộ trình đi Angkor.
Điểm tham quan này đang được các công ty du lịch khai thác, trước mắt các di tích chưa thu hút khách vì xa xôi và sự đổ nát của các ngôi đền, và vì một phần trong khu di tích vẫn còn đầy rẫy bom mìn. Ngôi đền vẫn đang trong giai đoạn trùng tu.